# Gocza Lomtatidze
Gocza Lomtatidze (gruz.  გოჩა ლომთათიძე; ur. 28 września 1990) – gruziński zapaśnik walczący w stylu wolnym. Siódmy w Pucharze Świata w 2009. Trzeci na MŚ i ME juniorów w 2007 roku.